# Чунський район
Чунський район (рос. Чунский район) — адміністративно-територіальна одиниця (муніципальний район) Іркутської області Сибірського федерального округу Росії.
Адміністративний центр — робітниче селище Чунський.

## Географія
Чунський район розташований між 55 і 58 градусами північної широти і 98 і 110 градусами східної довготи. На півночі межує з Красноярським краєм, на північному сході - з Усть-Ілімським, на південному сході з Братським районом, на півдні - з Нижньоудинським, на заході - з Тайшетським районами Іркутської області.
Район знаходиться на відстані від Транссибірської залізничної магістралі за 85 км від південної точки та за 295 км північної. Відстань від районного центру, смт Чунський, до міста Іркутськ - 811 км (по прямій - 605 км). Територія району витягнута з півночі на південь, із заходу на схід проходить залізниця Тайшет - Лена (західна ділянка БАМа, будівництво велося силами ув'язнених Озерлагу в 1938-1958 роках).
- Територія - 2579 тис. га
- Населення - 46,9 тис. осіб.
- Муніципальних утворень, сільських поселень - 13
- Населених пунктів - 39

Географічні умови
Рельєф території району піднесений і представлений грядами пагорбів, що мають згладжені і закруглені вершини. Клімат різко континентальний (температура в січні -19 °С, в липні +18 °С; середньорічне число опадів 407,7 мм, число днів зі сніговим покривом 176, тривалість безморозного періоду 70-80 днів). Ґрунти підзолисті, дерново-підзолисті, дерново-лісові, мерзлотно-лугові.
Район розташований в зоні тайги, під лісом зайнято 93 відсотки всієї площі (2 439 722 га). У лісах переважають сосна і модрина, рідше зустрічаються кедр, ялина, ялиця. Досить багатий тваринний світ (ведмідь, соболь, білка, горностай, колонок, видра, борсук, заєць, лисиця, вовк, лось, коза та ін.). Багато корисних та лікарських трав, грибів і ягід. Корисні копалини представлені глиною, піском, бутовим каменем і щебенем, гравійно-піщаною сумішшю.
Головна річка Чунського району - Чуна (Уда), загальна її довжина 1125 км. Річка порожиста, уздовж русла є багато стрімких скель, великі пороги - Тюменець, Ворон, широко відомий водоспад Цикер (вода падає уступами з висоти 20 метрів). Русло річки звивисте, ускладнене протоками і старицями, численними островами і косами. Ширина річки 300-400 метрів, глибина - 2,3 метра. Великі притоки - Модишево, Бармо, Дешима, Андоча, Паренда, Парчумка, Чукша. Чуна, зливаючись з Бірюсою, утворює річку Тасєєва, що впадає в Ангару.
На початку липня, під час танення снігів в Східному Саяні (звідки бере початок річка Уда) нерідко бувають сильні повені (остання відзначена 5.07.1996 року, коли вода за чотири дні піднялася на чотири метри і виникла небезпека для залізничного моста. Було затоплено близько тисячі гектарів засіяних полів).
Ресурси
Провідна галузь економіки району - лісове господарство. Веденням лісового господарства займаються два лісгоспу - Баєрський і Чунський. Загальна площа лісонасаджень - 2208,3 тис. га, з них ліси Ш групи - 1607,8 тис. га. Загальний запас деревини - 410.1 мільйона кубометрів, в тому числі хвойні - 322.8 мільйонів кубометрів, запас лісів Ш групи - 315.3 мільйона кубометрів, з них хвойні - 253,9 мільйона кубометрів. 
У районі також є прояви алмазів, заліза, золота, бурого вугілля.

## Історія
Протягом багатьох десятиліть глухий стик Єнісейської і Іркутської губерній служив ідеальним місцем для посилання «інакомислячих». Однак значні зміни в національному складі населення сталися лише в післявоєнні роки, коли на освоєння лісових багатств Чунської тайги із західних областей СРСР виселялися прибалти, молдавани, західні українці тощо. Будівництво другої колії БАМу (з 1974 р) також сприяло приросту населення в Чунському районі.
На підставі указу Президії Верховної Ради РРФСР від 12.12.1953 року з частини територій Алзамайського, Шиткінського і Тангуйського районів утворений Чунський район з адміністративним центром у населеному пункті Чуна (23 червня 1955 р центр перенесений в селище Октябрський).
Основу розвитку району становить заготівля та переробка деревини. З 1.09.1946 року веде свою історію первісток лісозаготівельних підприємств - Чунський ЛЗК. У 1949 році виникли Новочунський, Баяндаєвський і Фрунзенський ліспромгоспи. З 1954 року приступили до будівництва Лісогорського ЛДК У 1948-2000 роках функціонував Новочунський кирзавод, продукція якого поставлялася в інші райони Іркутської області (Братськ, Усть-Ілімськ, Железногорськ).